# Książ Mały-Kolonia
Książ Mały-Kolonia – kolonia w Polsce położona w województwie małopolskim, w powiecie miechowskim, w gminie Książ Wielki.
W latach 1975–1998 miejscowość administracyjnie należała do województwa kieleckiego. Integralne części miejscowości: Charścina, Podkale, Podwale, Zarzecze.